# كارل هال
كارل هال (بالدنماركية: Carl Hall)‏ هو متسلق الجبال وصحفي دنماركي، ولد في 13 أغسطس 1848 في كوبنهاغن في الدنمارك، وتوفي بنفس المكان في 6 مايو 1908.